# Argenteohyla siemersi
Argenteohyla siemersi is een kikker uit de familie boomkikkers.

## Naamgeving
Er is nog geen Nederlandse naam voor deze monotypische soort, de enige uit het geslacht Argenteohyla. Het geslacht werd voor het eerst wetenschappelijk beschreven door Robert Friedrich Wilhelm Mertens in 1937. Oorspronkelijk werd de wetenschappelijke naam Hyla siemersi gebruikt. De soortaanduiding siemersi is een eerbetoon aan Silverstone Siemers.

## Uiterlijke kenmerken
De kleur is donker- tot lichtbruin, met vlekkerige lengtestrepen op de rug en een lichtere buik. Aan de binnenzijde van de dijen zijn felle oranje vlekken aanwezig, die dienen als schrikkleur; als de kikker wegspringt worden de felle kleuren plots getoond.

## Verspreiding en habitat
Argenteohyla siemersi komt voor in Argentinië, Paraguay en Uruguay. De kikker is aangetroffen op een hoogte tot 70 meter boven zeeniveau. De soort leeft in de bladoksels van op de bodem groeiende bromelia's. De voortplanting vindt plaats in kleine poeltjes in de omgeving.